# Galefele Moroko
Galefele Moroko (Maun, 16 aprile 1997) è una velocista botswana specializzata nei 400 metri piani.

## Palmarès
| Anno | Manifestazione               | Sede        | Evento            | Risultato  | Prestazione | Note                                     |
| ---- | ---------------------------- | ----------- | ----------------- | ---------- | ----------- | ---------------------------------------- |
| 2013 | Campionati africani allievi  | Warri       | 400 m piani       | Bronzo     | 55"52       |                                          |
| 2013 | Campionati africani juniores | Moka        | 400 m piani       | Batteria   | 57"73       |                                          |
| 2013 | Mondiali allievi             | Donec'k     | 400 m piani       | Batteria   | dq          |                                          |
| 2013 | Mondiali allievi             | Donec'k     | Staffetta svedese | Batteria   | 2'13"85     |                                          |
| 2015 | Campionati africani juniores | Addis Abeba | 400 m piani       | 7ª         | 60"16       |                                          |
| 2015 | Giochi panafricani           | Brazzaville | 4×400 m           | Oro        | 3'32"84     |                                          |
| 2016 | Campionati africani          | Durban      | 4×400 m           | 4ª         | 3'31"54     |                                          |
| 2016 | Mondiali juniores            | Bydgoszcz   | 400 m piani       | Batteria   | 55"38       |                                          |
| 2017 | World Relays                 | Nassau      | 4×400 m           | 6ª         | 3'30"13     | Record nazionale                         |
| 2017 | Mondiali                     | Londra      | 4×400 m           | 7ª         | 3'28"00     |                                          |
| 2018 | Campionati africani          | Asaba       | 400 m piani       | Batteria   | 54"90       |                                          |
| 2018 | Campionati africani          | Asaba       | 4×400 m           | 4ª         | 3'42"16     |                                          |
| 2018 | Giochi del Commonwealth      | Gold Coast  | 400 m piani       | Semifinale | 54"27       |                                          |
| 2018 | Giochi del Commonwealth      | Gold Coast  | 4×400 m           | Bronzo     | 3'26"86     | Record nazionale                         |
| 2019 | Giochi panafricani           | Rabat       | 400 m piani       | Oro        | 51"30       |                                          |
| 2019 | Giochi panafricani           | Rabat       | 4x400 m           | Argento    | 3'31"96     |                                          |
| 2019 | Mondiali                     | Doha        | 400 m piani       | Semifinale | dnf         |                                          |
| 2021 | World Relays                 | Chorzów     | 4×400 m           | Batteria   | 3'34"99     |                                          |
| 2021 | Giochi olimpici              | Tokyo       | 400 m piani       | Batteria   | 55"89       | Miglior prestazione personale stagionale |
| 2023 | Mondiali                     | Budapest    | 4×400 m           | Batteria   | 3'31"85     |                                          |
| 2024 | World Relays                 | Nassau      | 4×400 m           | Batteria   | 3'40"66     |                                          |
| 2024 | Campionati africani          | Douala      | 400 m piani       | Batteria   | 57"39       |                                          |
| 2024 | Campionati africani          | Douala      | 4x400 m mista     | Bronzo     | 3'15"93     |                                          |
| 2025 | World Relays                 | Guangzhou   | 4x400 m           | Batteria   | 3'33"01     |                                          |